# Nianchnebka
Nianchnebka (auch Ni-anch-neb-ka) war ein altägyptischer Beamter in der 6. Dynastie.

## Zur Person
Nianchnebka ist möglicherweise einer von bislang zwei bekannten Priestern, die den Totendienst um den König Nebka aus der 3. Dynastie versahen. Diese Vermutung ergibt sich aus seinem Namen, der wohl mit dem Namen des Königs gebildet wurde. Als Nianch-Nebka verstarb, erlosch der Totenkult um den Herrscher, was darauf hinweisen mag, dass König Nebka selbst nur sehr kurze Zeit regierte.
Über die Herkunft, Familie oder nähere Lebensumstände von Nianchnebka ist wenig bekannt, obwohl sich in seinem Grab zahlreiche Artefakte und Reliefs mit Inschriften fanden. Daneben fand man Reste von Wandreliefs, auf denen der Name des Königs genannt wird.

## Das Grab
Seine Mastaba befindet sich in West-Sakkara, nahe der Unas-Pyramide und dem Grab des Irukaptah. Sie ist stark beschädigt, aber vollständig erforscht. In ihrer Nähe befindet sich die Mastaba des Nianchba.